# 易卜拉欣·佩奇維
易卜拉欣·佩奇維或稱佩奇勒·易卜拉欣阿凡提（奥斯曼土耳其语：پچوى  ابراهىم افندى）是一名鄂圖曼帝國的編年史歷史學家。

## 生平
公元1572年，易卜拉欣出生於鄂圖曼帝國的佩奇（今屬匈牙利），因而得名佩奇維（意思是「來自佩奇的」），其生母是來自波士尼亞省索科洛維奇家族的一員，他的父親則姓名不詳，而易卜拉欣·佩奇維的曾祖父名為卡拉·達伍德阿迦（Kara Davut Agha），是一位效力於蘇丹穆罕默德二世麾下的土耳其人西帕希騎兵 。
佩奇維能流暢地使用土耳其语和波斯尼亚语兩種語言，在其職業生涯中曾擔任過多地的省級官員，他於公元1041年退休後成為了一名歷史學家。而有關其確切的去世年份尚有爭議，據學者卡蒂普·切萊比所稱，他死於伊斯兰历1061年（公元1650 年），但部分歷史學家卻認為佩奇維早在公元1649年前便已去世。

## 作品
佩奇維以其兩卷本的著作《佩奇維的歷史》（Tarih-i Peçevi）而聞名，該書主要記述了公元1520年－1640年間的鄂圖曼帝國歷史。佩奇維於書中細心而謹慎地引用所參考的資料來源，關於書中早期事件的歷史資料，佩奇維主要參考前人的著作和蒐集自退伍軍士們的口述歷史，而有關他所處年代的資訊來源，則是取材自第一手的原始資料以及歷史事件目擊者的描述。此外，佩奇維同時也是最早使用來自歐洲文獻的鄂圖曼歷史學家之一，舉例來說，他參酌了匈牙利歷史學家們的相關文獻。時至今日，佩奇維所著編年史中的部分內容已被翻譯成土耳其語、波士尼亞語、德语、匈牙利语、格鲁吉亚语和阿塞拜疆语等多種語言。